# ミートボール3/魔女と童貞ボーヤ
『ミートボール3/魔女と童貞ボーヤ』（原題：Meatballs III: Summer Job）は、1987年公開のカナダのコメディ映画で、映画『ミートボール』シリーズの第3作目。

## 概要
本作は、シリーズで初めてR指定（17歳未満は保護者の同伴が必要）を受けた。
シリーズの第2作目『スペース・キッド/ミートボール2』は、第一作目とは全く繋がりのないタイトルだけを借りた作品であったのに対し、本作には『ミートボール』のメインキャラクターの一人であったルディ・ガーナーが、大人となって、今やミーン・ジーンといういつも怒っている上司のもとで夏の間のバイトをしている設定で、本作の主人公に昇格している。
前2作とは異なり、サマーキャンプではなく、近くのマリーナが舞台になっている。

## あらすじ
ポルノ女優のロキシー・ドゥジョールは、死後の世界へ入ることを拒否され、地上の貧しい人々を助ける最後のチャンスを与えられる。彼女は、夏のリバー・リゾートで働くルディ・ガーナーを見つけ、あの世に行くためにルディが童貞を捨てるのを手助けするという仕事を任されることになる。

## キャスト
- ルディ・ガーナー - パトリック・デンプシー

内向的で恋愛にも奥手な、見た目からして典型的なナード
- ロキシー・ドゥジョール - サリー・ケラーマン

死んでしまったポルノ女優
- Gene "Mean Gene" - ジョージ・ブザ（英語版）[2]
- 愛の女神 - シャノン・トゥイード
- ウェンディ - イザベル・メジア（英語版）
- Huey - モーリー・チェイキン

River Rat Leader
- Beach Girl #4 - キャロライン・レイ（ノンクレジット、映画デビュー作）